# Sonate pour violon et piano (Dohnányi)
Pour les articles homonymes, voir Sonate pour violon et piano.
La Sonate pour violon et piano en ut dièse mineur opus 21 est une composition de musique de chambre d'Ernst von Dohnányi. Composée en 1912, elle est publiée chez Simrock en 1912.

## Structure
1. Allegro appassionato
2. Allegro ma con tenerezza
3. Allegro

- Durée d'exécution : dix huit minutes.